# Josef Kupper
Josef Anton Kupper (ur. 10 marca 1932, zm. 5 czerwca 2017) – szwajcarski szachista, mistrz międzynarodowy od 1955 roku.

## Kariera szachowa
W latach 50. i 60. XX wieku należał do ścisłej czołówki szwajcarskich szachistów. Wielokrotnie uczestniczył w finałach indywidualnych mistrzostw kraju, trzykrotnie (1954, 1957, 1962) zdobywając złote medale. Czterokrotnie (1954, 1958, 1964, 1968) reprezentował Szwajcarię na szachowych olimpiadach (w tym 3 razy na I szachownicy), w 1954 r. zdobywając w Amsterdamie srebrny medal za indywidualny wynik na I szachownicy. Poza tym, pomiędzy 1953 a 1973 r. dwunastokrotnie bronił narodowych barw podczas drużynowych turniejów o Puchar Clare Benedict, zdobywając łącznie 9 medali, w tym 6 złotych (wspólnie z drużyną w 1958 r. oraz pięć za wyniki indywidualne). Wielokrotnie uczestniczył również w meczach międzypaństwowych.
W 1954 r. zajął IV miejsce (za Lotharem Schmidem, Erwinem Nievergeltem i Maxem Euwem, przed m.in. Estebanem Canalem i Petarem Trifunoviciem) w kołowym turnieju w Zurychu. Dwukrotnie (1963, 1967) startował w turniejach strefowych (eliminacji mistrzostw świata), dobry rezultat osiągając w 1963 r. w Enschede, gdzie w stawce 17 zawodników zajął VII miejsce, wygrywając partie m.in. z Jonathanem Penrose, Arturo Pomarem Salamanką i Stefano Tatai.
Według retrospektywnego systemu rankingowego Chessmetrics, najwyżej sklasyfikowany był w styczniu 1960 r., zajmował wówczas 77. miejsce na świecie.